# ヘキサニトロジフェニルアミン
| ヘキサニトロジフェニルアミン             | ヘキサニトロジフェニルアミン |
| ---------------------------------------- | ---------------------------- |
| ヘキサニトロジフェニルアミンの球棒モデル |                              |
| 別名                                     | HND                          |
| 分子式                                   | C12H5N7O12                   |
| 分子量                                   | 439.22 g/mol                 |
| CAS登録番号                              | [131-73-7]                   |
| 形状                                     | 黄色固体                     |
| 密度と相                                 | 1.58 g/cm3, 固体             |
| 爆薬としての性質                         |                              |
| 爆速                                     | 6,900 m/s, 仮比重 1.58       |
| 爆速                                     | 7,150 m/s, 仮比重 1.67       |
| 危険性                                   |                              |

ヘキサニトロジフェニルアミン(Hexanitrodiphenylamine)とは爆薬の一種である。ジフェニルアミンにニトロ基が6個ついた形をしている。
1874年にドイツで合成され、1910年には爆薬として使用されていた。
第二次世界大戦ではドイツと日本で魚雷用爆薬の成分として使用されていたが、戦後にその毒性の強さから使われなくなった。
皮膚を冒して火傷様の水泡を作るなど強い毒性を持ち、口、鼻、肺の粘膜にも有害である。